# Ad-Dulajba
Ad-Dulajba (arab. الدليبة) – miejscowość w Syrii, w muhafazie Hama. W 2004 roku liczyła 1566 mieszkańców.